# Георг Альбрехт Бранденбург-Кульмбахский (1666—1703)
Георг Альбрехт Бранденбург-Кульмбахский (нем. Georg Albrecht von Brandenburg-Kulmbach; 27 ноября 1666 год — 14 января 1703 год) — представитель побочной ветви франконских Гогенцоллернов, носивших титул маркграфов Бранденбург-Байрейта и Бранденбург-Ансбаха. Эта династическая ветвь была основана его отцом Георгом Альбрехтом. Вступив в морганатический брак, Георг Альбрехт основал для своих сыновей баронский род фон Котцау.

## Биография
Титулярный маркграф Георг Альбрехт Младший — посмертный ребёнок маркграфа Георга Альбрехта и его второй супруги Марии Софии Сольмс-Барутской. Как и его старшие единокровные братья, он обучался в байрейтской гимназии и получил хорошее образование. Георг был болезненным ребёнком, не ладил с братьями и отличался унылым характером, на котором, по мнению хронистов и родни, плохо сказалось отсутствие отцовского воспитания. Совершил гран-тур во Францию, во время которого также болел и страдал от приступов страха и мании преследования.
Георг Альбрехт вознамерился жениться на дочери местного чиновника Иоганна Петера Луца, чем вызвал протесты в семье. Сохранились письма курфюрста Пруссии Фридриха III, в которых он выражал возмущение этими матримониальными планами с неравнородной. Фридрих требовал оказать давление на маркграфа-отца, чтобы прекратить эту связь. Недовольство невестой Георга Альбрехта выразили также маркграфы Кристиан Эрнст Бранденбург-Байрейтский и Георг Фридрих Бранденбург-Ансбахский. Интриги вокруг влюблённых и шпионаж за ними со стороны семьи закончились заключение начальницы курьеров в подвале дворца в Оберкотцау. Георг Альбрехт пообещал дворец поджечь, и его самого на несколько недели посадили под арест. Иоганна Петера Луца перевели на работу в Лихтенберг, чтобы отдалить его семью от Георга Альбрехта. Ни один из священников княжества не решился обвенчать влюблённых, и Георг Альбрехт и Регина Магдалена Луц вопреки воле семьи поженились 27 апреля 1699 года в паломническом Мария Лорето в Богемии.
Поставленная перед фактом семья присвоила супруге Георга Альбрехта титул «мадам де Котцау». Впоследствии сыновьям и их потомкам был присвоен титул баронов фон Котцау по вымершему в 1661 году рыцарскому роду Котцау, не имевшему при этом с ними родственных связей. По соглашению потомки Георга Альбрехта исключались из очереди наследования маркграфского титула и лишались прав на бранденбургские владения. Ветвь Георга Альбрехта, владевшая дворцом в Оберкотцау и окружавшими его деревнями сохранилась до XX века и угасла по мужской линии лишь в 1976 году. У Георга Альбрехта родилось трое сыновей, средний из которых Фридрих Карл умер в младенчестве. Сам Георг Альбрехт умер в 36 лет и был похоронен в Байрейтской городской церкви.